# Emil Roth

Barrio de Neubühl en Zúrich (1930-1932), de Emil Roth, Werner Max Moser, Rudolf Steiger, Max Ernst Haefeli, Carl Hubacher, Paul Artaria y Hans Schmidt

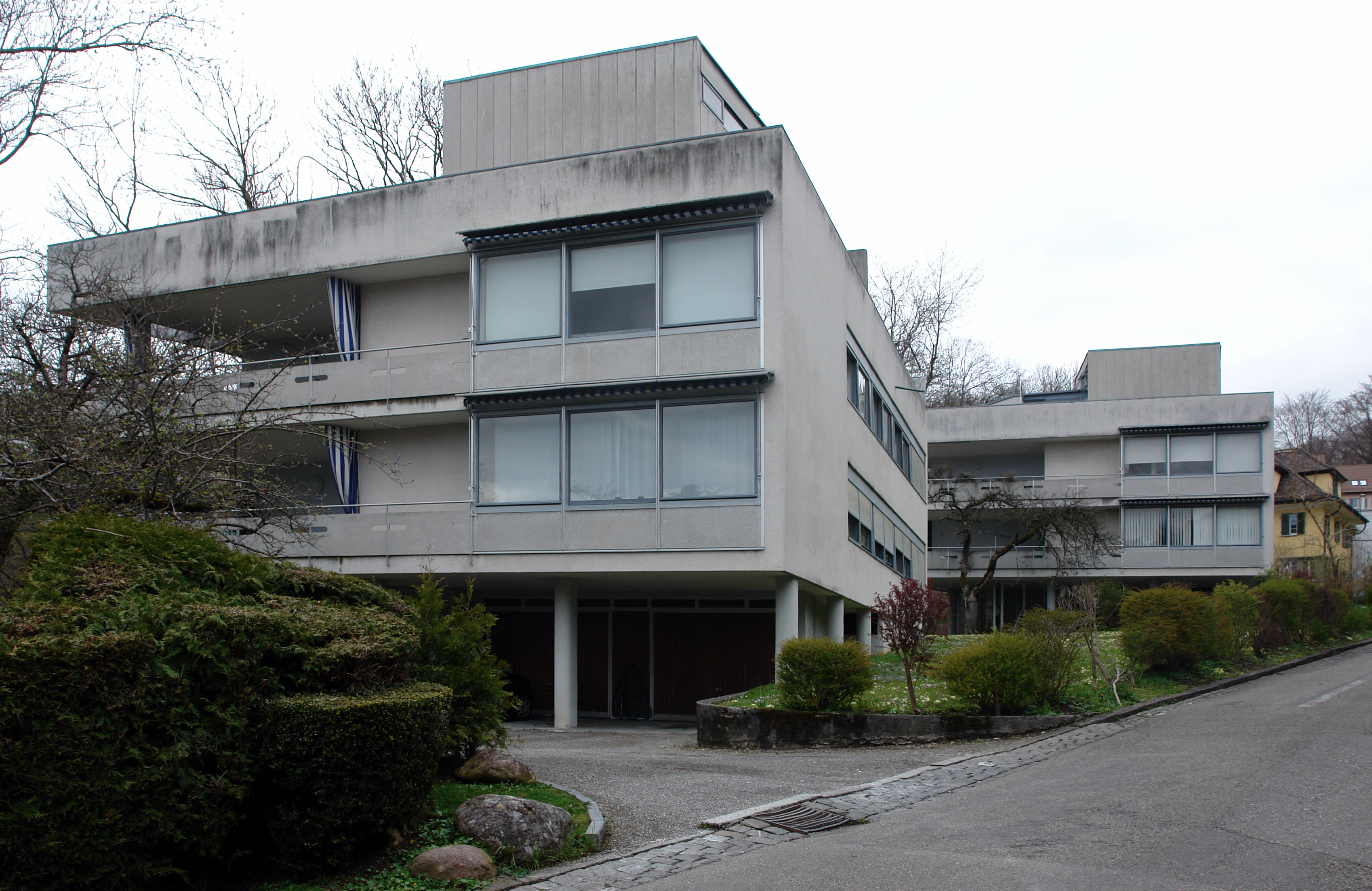
Casas Doldertal (1934-1936), de Alfred y Emil Roth y Marcel Breuer, Zúrich

Emil Roth (Bari, 26 de octubre de 1893-Zúrich, 28 de agosto de 1980) fue un arquitecto racionalista suizo. 

## Trayectoria
Estudió en la Escuela Politécnica Federal de Zúrich (1911-1914), con la interrupción de una larga convalecencia por tuberculosis. Inició su carrera profesional como maestro de obras para la empresa de ingeniería civil Züblin. Se adentró en el círculo vanguardista de Basilea y colaboró con la redacción de la revista de arquitectura ABC (1924-1928). En 1924 conoció al arquitecto y artista ruso El Lissitzky, para el que efectuó los cálculos de su proyecto de rascacielos horizontales para Moscú (1924-1925).
En 1928 fue uno de los arquitectos escogidos para la nueva urbanización tipo Werkbundsiedlung del barrio de Neubühl en Zúrich (1930-1932), junto a Werner Max Moser, Rudolf Steiger, Max Ernst Haefeli, Carl Hubacher, Paul Artaria y Hans Schmidt, un claro ejemplo de viviendas colectivas de carácter popular como los elaborados en Alemania, con un trazado de casas unifamiliares adosadas en hilera.
Junto a su primo Alfred Roth y el arquitecto húngaro Marcel Breuer construyó las casas Doldertal en Zúrich (1934-1936), que recogían las principales premisas del racionalismo: forma cúbica sostenida por pilotis, ventanas horizontales y terrazas en voladizo.
Desde 1933 fue miembro del CIAM (Congreso Internacional de Arquitectura Moderna).